# Зелёный Клин (Николаевская область)
Зелёный Клин (укр. Зелений Клин) — село в Баштанском районе Николаевской области Украины.
Основано в 1920 году. Население по данным 2023 года составляло 130 человек. Почтовый индекс — 56137. Телефонный код — 5158. Занимает площадь 0,69 км².

## Местный совет
56137, Николаевская обл., Баштанский р-н, с. Новопавловка, ул. Ленина, 27